# Sister Act
Sister Act este un film american din anul 1992, cu Whoopi Goldberg în rolul principal.Whoopi Goldberg a aranjat o reuniune specială pe programul Tv din Statele Unite ale Americii ''The View''pentru a celebra aniversarea de 30 de ani de la lansarea filmului ''Sister act 2- Back in the Habit''.Reuniunea a adus în platoul de filmări starul Kathy Najimy împreună cu actorii care au jucat în film.Ryan Toby care a interpretat rolul lui Ahmal a interpretat melodia ''Oh Happy Day''.În cadrul emisiunii Goldberg a venit cu propunerea spre actorii prezenți în platou de a lua parte în noul proiect ''Sister Act 3''.